# Vila Nova do Sul
Vila Nova do Sul là một đô thị thuộc bang Rio Grande do Sul, Brasil. Đô thị này có diện tích 523,935 km², dân số năm 2007 là 4255 người, mật độ 8,12 người/km².